# Diocese de Feldkirch
A Diocese de Feldkirch (em latim: Dioecesis Campitemplensis) é uma dioceses católica, sufragânea  da Arquidiocese de Salzburgo, na Áustria. Até 2006 havia batizado cerca de 240 mil dos 382 mil habitantes.  Hoje é liderada pelo bispo dom Benno Elbs. 

## Território
A diocese inclui o Estado austríaco de Vorarlberg. A sede episcopal é a cidade de Feldkirch, onde se localiza a Catedral de São Nicolau. O território é dividido em 126 paróquias. 

## História
Em 8 de dezembro de 1968,  através da bula papal Caritas Christi o Papa Paulo VI dividiu a Diocese de Innsbruck-Feldkirch, dando origem à atual diocese de Feldkirch e à Diocese de Innsbruck.

## Líderes
Bispos responsáveis: 
|                          | Nome          | Período      | Notas                         |
| Bispos                   | Bispos        | Bispos       | Bispos                        |
| ------------------------ | ------------- | ------------ | ----------------------------- |
| 4º                       | Benno Elbs    | 2013 - atual |                               |
| 3°                       | Elmar Fischer | 2005 - 2011  |                               |
| 2º                       | Klaus Küng    | 1989 - 2004  | Nomeado Bispo de Sankt Pölten |
| 1º                       | Bruno Wechner | 1968 - 1989  |                               |
| Administrador Apóstolico |               |              |                               |
|                          | Benno Elbs    | 2011 - 2013  |                               |